# Федеріко Валентіні
Федеріко Алессандро Валентіні (італ. Federico Alessandro Valentini; нар. 22 січня 1982, Сан-Марино, Сан-Марино) — санмаринський футболіст, воротар клубу «Космос». Виступав за національну збірну Сан-Марино.
Працює банківським службовцем.

## Клубна кар'єра
Вихованець скромного італійського клубу «Фонтанелле». Дорослу футбольну кар'єру розпочав в іншому нижчоліговому італійському клубі «Валлеверда Річчіоне», у 2003 році повернувся на батьківщину й перейшов у «Мурату», за яку виступав до 2006 року. Потім повернувся до Італії, грав за «Спортінг Новафельтрія», але відіграв лише один сезон і перейшов у санмаринський «Тре Фйорі», але й у цьому колективі провів лише один сезон. 2008 року повернувся до Італії, де став гравцем «Фонтанелле». 2009 року перейшов до іншого італійського клубу — «Реал Мізано», але вже 2010 повернувся до Сан-Марино, де підписав контракт з «Тре Пенне». У 2012 році разом з командою виграв національний чемпіонат.
Окрім футболу, також займається велоспортом. З 2009 року перебуває на контракті у сан-маринській велокоманді Miche-Silvercross-Selle Italia.

## Кар'єра в збірній
У національній збірній Сан-Марино дебютував 7 жовтня 2006 року у поєдинку проти збірної Чехії. Учасник кваліфікації чемпіонату Європи 2008 року та кваліфікації чемпіонату світу 2010 року. Загалом за національну команду провів 20 матчів, пропустив 47 м'ячів.

## Досягнення
«Мурата»
- Чемпіонат Сан-Марино
  -  Чемпіон (1): 2005/06

«Тре Пенне»
- Чемпіонат Сан-Марино
  -  Чемпіон (1): 2012/13

- Суперкубок Сан-Марино
  -  Володар (1): 2013